# 中天阁
30°3′9″N 121°9′37″E / 30.05250°N 121.16028°E
中天阁，为中国浙江省内一处名胜古迹，为阳明学名胜古迹之一。位于今宁波余姚市龙泉山南坡。

## 历史
始建于五代十国时期，名自唐朝诗人方干诗句“中天气爽星河近”头二字。环境静谧，古木参天，四季四景，为读书修身之好去处。
明朝正德，哲学家钱德洪始在此讲学。明朝正德末，王守仁父亲王华去世，王守仁任上请休，回余姚老家为父扫墓。王守仁弟子钱德洪等共七十四人出面，迎王守仁于中天阁，拜为师。
嘉靖初年，王阳明在余姚丁父忧家居，并于每月初一、初八、十五、二十三日在中天阁讲学，学生听众有三百余人。并由钱德洪讲授。王阳明并亲自订立学规《中天阁勉诸生》，书于壁。

## 现状
现存中天阁为清朝时重建，五开间共二层。中天阁正厅有一副楹联“智水消心火，仁风扫世尘”，为明神宗御笔。并有王守仁先画像。